# 王承恩 (正德進士)
王承恩（15世紀—16世紀），字天寵，號盤山，北直隸保定府安州高陽縣人，明朝政治人物。

## 生平
王承恩是弘治十四年（1501年）辛酉科順天鄉試舉人，正德九年（1514年）甲戌科進士，獲授工部主事整修康陵，陞員外郎、郎中佐理河道工程，因剛直調為河東鹽運司同知，以往官員視此職為利潤淵藪，他卻執法一如在工部時，不曾多取一錢，說：「這是人民膏血，應該歸入朝廷，怎可自己拿去。」不久又因剛直罷官，在家鄉依靠數十畝田種植為生，與田野老人談天說地不自謂稱官人。河間知府徐景嵩和他是同年進士，某武官有罪請求寬貸，說：「是知府命令。」他拒絕並說：「若果罪名可釋放，知府就會釋放。不可釋放，豈可命令？」不久知府以他旨意釋放不問，又藉口居間而入，欺騙他：「乞求你的公文則能生，不敢拿金錢恩憫而給我公文。」賂賄者大笑曰：「一份公文需若干金。」他愕然，於是騙說：「若不言有金，公文未夠誠懇。」追回毀壞公文後還回金錢。

## 引用
1. 1 2  雍正《高陽縣志·卷四》：王承恩 字天寵，號盤山，（弘）治辛酉舉於鄉，登正德甲戌進士，授工部主事修康陵，是時宦人黨橫，恩日與出不苟一言，歷員外郎、郎中出佐河工，以疆直補河東鹽運司同知，舊視為利藪也，承恩至執法如郎署時，不膩一錙例金若干，曰：「此小民膏血，宜歸朝廷，奈何自實。」無何以疆直罷，茅屋數椽晏如也。舊有田數十畝，戴笠荷鋤往來田間，時與野老話桑麻量晴較雨，不自謂官人，鄰饁者得公語幸甚，則備豐腆，公謝不復語矣。河間守年友也，武弁以公罪乞言為貰，曰：「守命也。」承恩拒之曰：「若罪可釋，守釋之耳。不可釋，豈可言？」竟以公意釋之而不問，或藉以為居間而入，其賂人紿公曰：「乞公牘則生然，不敢持一錢恩憫而予之牘。」內賂者乃粲然曰：「一牘易若干金。」承恩愕然，更紿曰：「若不言有金，牘未懇也。」追而壞其牘即還其金，即嚴公清守郡詣其廬不一見。任邱劉學士謂王部郎：「獨行絕俗似段干者儔之言哉，然承恩雅有幹濟才，丕獨有孤行也。」